# Cyclura rileyi
Cyclura rileyi – gatunek gada z rodziny legwanowatych (Iguanidae). Występuje na Bahamach. Jest zagrożony wyginięciem.
Wyróżnia się trzy podgatunki Cyclura rileyi:
- C. r. cristata K.P. Schmidt, 1920
- C. r. nuchalis Barbour & Noble, 1916
- C. r. rileyi Stejneger, 1903

## Nazewnictwo
Epitet gatunkowy rileyi jest eponimem mającym na celu upamiętnienie amerykańskiego ornitologa Josepha Rileya.